# جون مولينا جونيور
جون مولينا جونيور (بالإنجليزية: John Molina, Jr.)‏ مواليد 28 ديسمبر 1982 في كاليفورنيا، الولايات المتحدة، هو ملاكم محترف أمريكي يصنف ضمن فئة وزن خفيف الوسط.

## إحصائيات
خاض خلال مسيرته 35 نزالا، فاز في 29 وخسر في 6. فاز بالضربة القاضية في 23 نزالا.

## وصلات خارجية
- جون مولينا جونيور على موقع بوكس ريك (الإنجليزية) (registration required)

- الموقع الرسمي